# Daszawa
Daszawa (ukr. Дашава) – osiedle typu miejskiego w rejonie stryjskim obwodu lwowskiego Ukrainy.

## Historia
Wieś Duszowa położona na przełomie XVI i XVII wieku w powiecie stryjskim ziemi przemyskiej województwa ruskiego, w drugiej połowie XVII wieku należała do starostwa stryjskiego.
W II Rzeczypospolitej wieś była siedzibą gminy wiejskiej Daszawa, powiat stryjski, województwo stanisławowskie w Polsce. 2372 mieszkańców (2020), dla porównania w 2001 było ich 2336.
W 1904 r. we wiosce dzięki staraniom ks. Jana Trzopińskiego z Kochawiny powstał tu klasztor i nowicjat księży salezjanów.
We wrześniu 1937 w Daszawie arcybiskup lwowski Bolesław Twardowski poświęcił kamień węgielny pod budowę kościoła pw. Świętej Rodziny, zaprojektowany przez Wawrzyńca Dayczaka. Przed wybuchem wojny budowy nie ukończono.
W październiku 1939 r.władze sowieckie zlikwidowały klasztor salezjanów. W latach 1943–1944 nacjonaliści ukraińscy z OUN-UPA zamordowali tutaj 51 Polaków i 5 Żydów.
W okolicach Daszawy znajduje się ośrodek wydobycia gazu ziemnego, którego złoża znajdują się na przedgórzu Karpat. Gazociągi prowadzą m.in. do Lwowa, Kijowa, Moskwy, a także do Polski.